# Владимир Бродзијански
Владимир Бродзијански (слч. Vladimír Brodziansky; Прјевидза, 8. мај 1994) словачки је кошаркаш. Игра на позицији центра, а тренутно наступа за Мурсију.

## Каријера
Бродзијански је кошарком почео да се бави у родној Прјевидзи, након чега је 2014. године отишао у Сједињене Америчке Државе где је четири године играо колеџ кошарку. Професионалну каријеру је почео 2018. у шпанском АЦБ лигашу Обрадоиру. Након тога је две године провео у Хувентуду, да би сезону 2022/23. почео у турском прволигашу Бахчешехиру. У новембру 2022. године је напустио турски клуб и потписао тромесечни уговор са београдским Партизаном. Дана 1. фебруара 2023. вратио се у свој бивши клуб Хувентуд.
Члан је кошаркашке репрезентације Словачке за коју је дебитовао 2019. године.